# Laitaure
Laitaure is een meer in het Zweedse landschap Lappland, provincie Norrbottens län. Het grenst aan het Nationaal park Sarek.
Het meer heeft een oppervlakte van bijna 11 km². De Rapaätno, een zijrivier van de Lilla Luleälven, stroomt erdoorheen.
Ten noorden van het meer ligt de 1179 meter hoge granietberg Skierffe, waarvan de zuidflank 350 meter loodrecht en nog eens 350 meter bijna loodrecht naar de 10 km² grote Laitauredelta afdaalt. De Rapaätno die daar in het meer stroomt, is een van de waterrijkste rivieren van Zweden met een debiet van 175 m³/s, met pieken tot meer dan 250 m³/s. Het is de afwatering van dertig gletsjers en voert grote hoeveelheden modder en kiezel mee, waardoor de mondingsdelta steeds groter wordt en tot 50 cm per jaar bijkomend van het meer inneemt.
Het meer is een Ramsargebied sinds 1974.